# Lehmkuhlen
Lehmkuhlen er en by og kommune i det nordlige Tyskland, beliggende i Amt Preetz-Land i den sydvestlige del af Kreis Plön. Kreis Plön ligger i den østlige/centrale del af delstaten Slesvig-Holsten.

## Geografi
I kommunen, beliggende lige øst for Preetz, ligger landsbyerne Dammdorf, Falkendorf, Lepahn, Rethwisch og Trent.
Trenter See i den sydlige del af kommunen er et velbesøgt fiskevand. Det geografiske midtpunkt i Kreis Plön ligger i nærheden af Kampraden i kommunen.
Fra 1910 til 1938 var der i Rethwisch jernbanestation på Kleinbahn Kirchbarkau–Preetz–Lütjenburg.